# Fundované jádro
Fundované jádro (značeno WF z anglického well-founded core, odvozeného z pojmu well-founded relation neboli fundovaná relace) je pojem z axiomatické teorie množin. Při běžné axiomatizaci je totožný s třídou všech množin, ovšem to nemusí platit v systémem bez axiomu fundovanosti. 
Fundované jádro je třída všech dědičně fundovaných množin, tj. takových, které neobsahují (a to ani „hluboko uvnitř“, tj. nikde ve svém tranzitivním uzávěru, tj. nejmenší tranzitivní nadmnožině) „podivné“ útvary, jako je
- Množina typu {\displaystyle a=\{a\}} (taková množina se nazývá ur-element a mimo fundované jádro jich může existovat více).
- Jakékoli množiny {\displaystyle a,b} splňující {\displaystyle a\in b} i {\displaystyle b\in a}.
- Obdobně i trojcyklus {\displaystyle a\in b\in c\in a}, nebo cyklus jiné konečné délky.
- Nekonečná „klesající“ posloupnost {\displaystyle a_{1}\ni a_{2}\ni a_{3}\ni \ldots }

Přesnější definice:
- Množina {\displaystyle a} se nazývá fundovaná, pokud každá neprázdná {\displaystyle b\in a} má „{\displaystyle \in }-minimální prvek“, tj. existuje takové {\displaystyle c\in b}, že každé {\displaystyle d\in b} (včetně {\displaystyle d=c}) splňuje {\displaystyle d\not \in c}. Jinými slovy, množina je fundovaná, pokud na ní náležení tvoří fundovanou relaci. Žádný z výše uvedených „podivných“ příkladů není fundovanou množinou.
- Množina {\displaystyle a} se nazývá dědičně fundovaná, je-li fundovaný její tranzitivní uzávěr. Libovolnou nefundovanou množinu {\displaystyle a} lze totiž „skrýt hluboko dovnitř“ nějaké fundované množiny {\displaystyle b} (například konstrukcí {\displaystyle b=\{\{a\},\alpha \}} nebo {\displaystyle b=\{\{\{\{\{a\},\alpha \}\}\}\}} pro ordinální číslo {\displaystyle \alpha } neležící v tranzitivním uzávěru {\displaystyle a}). Tranzitivní uzávěr však tuto „skrytou“ nefundovanost „odhalí“.
- Fundované jádro (WF) je třída všech dědičně fundovaných množin.

V ZF lze i bez axiomu fundovanosti (AF) dokázat následující:
1. Fundované jádro je vlastní třída (tj. je „větší než sebevětší nekonečná množina“),  což plyne např. z toho, že obsahuje každé ordinální číslo.
2. Fundované jádro je dědičně fundovaná třída a libovolná dědičně fundovaná třída (i množina) {\displaystyle X} je její podtřídou, tj. {\displaystyle X\subseteq WF}.
3. Fundované jádro je totožné s Von Neumannovou hierarchií množin, která celé WF vytvoří „odspodu po vrstvách“ z prázdné množiny transfinitním iterováním operace potence.
4. Axiom fundovanosti (AF) je ekvivalentní s tím, že V = WF, tj. že každá množina je dědičně fundovaná.

Z posledních dvou faktů plyne, že v ZF (tj. s axiomem fundovanosti) lze univerzum všech množin vytvořit „odspodu po vrstvách“. To umožňuje každé množině přiřadit její rank a s ním reprezentovat mnohé vlastní třídy technicky pomocí množin.

## Von Neumannova hierarchie množin
Fundované jádro lze definovat buď jako třídu všech dědičně tranzitivních množin, nebo ekvivalentně transfinitní rekurzí iterováním operace potence z prázdné množiny, tj. jako WF = {\displaystyle \bigcup _{\alpha \in On}V_{\alpha }}, přičemž {\displaystyle V_{\alpha }} je zobrazení, které každému ordinálu {\displaystyle \alpha } přiřadí množinu a je definováno transfinitní rekurzí:
- {\displaystyle V_{0}=\emptyset }
- {\displaystyle V_{\alpha +1}=\,P(V_{\alpha })}
- {\displaystyle V_{\delta }=\bigcup _{\beta <\delta }V_{\beta }} pro limitní ordinál {\displaystyle \delta }.

Přitom {\displaystyle P} značí operaci potence, tj. {\displaystyle P(x)} je množina všech podmnožin množiny {\displaystyle x}.
Je tedy {\displaystyle V_{1}=P(V_{0})=P(\emptyset )=\{\emptyset \},V_{2}=P(V_{1})=P(P(V_{0}))=P(\{\emptyset \})=\{\emptyset ,\{\emptyset \}\}} atd. Pro {\displaystyle \omega } (první  nekonečné ordinální číslo) je {\displaystyle V_{\omega }} sjednocením všech menších {\displaystyle V_{\alpha },\alpha <\omega }; jde o třídu všech dědičně konečných množin, tj. množin, jejichž tranzitivní uzávěr je konečná množina. (Tj. množiny, do nichž není „někde v hloubce schováno“ nekonečně mnoho jiných množin.)
Transfinitní rekurze dále pokračuje: {\displaystyle V_{\omega +1}=P(V_{\omega }),V_{\omega +2}=P(P(V_{\omega }))}. {\displaystyle V_{\omega +\omega }} je opět sjednocením všech menších {\displaystyle V_{\alpha }},  {\displaystyle V_{\omega +\omega +1}=P(V_{\omega +\omega })}  atd. Indukce pokračuje přes všechna spočetná ordinální čísla a dále pak i přes všechna ostatní.

## Rank množiny
Von Neumannova hierarchie množin (nebo zkráceně: kumulativní hierarchie) zpřehledňuje strukturu fundovaného jádra, což v ZF znamená strukturu celého univerza množin. Každé množině {\displaystyle a} lze přiřadit její rank, kterým je největší {\displaystyle \alpha \in O_{n}} takové, že {\displaystyle a\not \in V_{\alpha }}. 
Každou třídu {\displaystyle B} lze pak aproximovat množinou {\displaystyle a=\{x\in B:\;(\forall y\in B)\;rank(y)\geq rank(x)\}}. Tj. neprázdné třídě {\displaystyle B} se přiřadí nejmenší ordinál mezi těmi, které jsou rankem některého prvku {\displaystyle B}, a {\displaystyle a\subseteq B} je pak tvořena pouze prvky s tímto nejnižším rankem. 
O třídových poměnných nelze v ZF vyslovit „existuje třída A, která…“ nebo „pro každou třídu B platí…“. Lze ovšem tyto kvantifikátory použít pro množiny, kterými jsou tyto třídy aproximovány. To umožňuje řadu konstrukcí, které lze jinak provádět pouze s množinami.
Např. binární relace „mezi grupami {\displaystyle G}a {\displaystyle H} existuje grupový izomorfismus“ je ekvivalence na třídě všech grup. Rozkládá tedy třídu všech grup na třídy ekvivalence navzájem izomorfních grup. To jsou však vlastní třídy, nikoli množiny. (To plyne ze schématu nahrazení, protože každý matematický objekt {\displaystyle x\in V} je v nosné množině nějaké grupy, takže pak by byla množinou celá univerzální třída V – spor.) Díky uvedenému postupu lze imitovat kvantifikování přes tyto třídy ekvivalence, protože množina několika navzájem izomorfních grup s týmž rankem jednoznačně identifikuje třídu všech grup (tj. i těch s vyšším rankem), které jsou s nimi izomorfní. 
Toto není specifické jen pro grupy nebo jen pro algebraické struktury, lze to použít pro jakoukoli abstraktní strukturu i některé další objekty (např. třídu všech množin s navzájem stejnou mohutností).

## Uzavřenost WF
Třída WF je uzavřená na všechny definovatelné množinové operace a v důsledku tedy obsahuje i všechny definovatelné množinové konstanty (nulární operace), mezi něž patří speciálně všechny základní číselné obory. Dokonce množiny {\displaystyle \mathbb {N,Z,Q,R,C} } všech po řadě přirozených, celých, racionálních, reálných a komplexních čísel jsou prvky již množiny {\displaystyle \,V_{\omega +\omega }} z definice WF.

## WF jako model ZF
Třída WF je vnitřním modelem ZF v ZF_ (tj. ve WF platí všechny (do WF relativizované) axiomy ZF, včetně axiomu fundovanosti).

## Mostowského věta o kolapsu
Mostovského věta o kolapsu říká, že ve WF lze pomocí ∈ simulovat všechny myslitelné binární relační struktury „příjemných“ vlastností. Zní takto:
Pro každou úzkou extenzionální (na A) a fundovanou (na A) relaci R na třídě A existuje jednoznačně určená tranzitivní podtřída T třídy WF taková, že struktury <R,A> a <∈,T> jsou izomorfní.

## Vztah ke třídě konstruovatelných množin
V ZF_ je dokazatelné {\displaystyle \mathbb {L} \subseteq \mathbb {WF} \subseteq \mathbb {V} }, kde {\displaystyle \mathbb {L} } je třída všech konstruovatelných množin a {\displaystyle \mathbb {V} } je univerzální třída.